# August Klingemann
August Klingemann, född 31 augusti 1777 i Braunschweig, död där 25 januari 1831, var en tysk författare och teaterman, mest känd för att ha regisserat uruppförandet av Goethes Faust och för den skräckromantiska romanen Die Nachtwachen des Bonaventura.